# Пеггі Флемінг
Пеггі Флемінг  (англ. Peggy Fleming, 27 липня 1948) — американська фігуристка, олімпійська чемпіонка.

## Виступи на Олімпіадах
| Олімпіада     | Дисципліна       | Місце |
| ------------- | ---------------- | ----- |
| Інсбрук 1964  | одиночний розряд | 6     |
| Гренобль 1968 | одиночний розряд | 1     |